# Sheldon (Minnesota)
Pour les articles homonymes, voir Sheldon.
Sheldon est un secteur non constitué en municipalité situé dans le comté de Houston, dans le Minnesota.